# داونيسبورغ (نيويورك)
داونيسبورغ (بالإنجليزية: Duanesburg, New York)‏ هي بلدة أمريكية تقع في الولايات المتحدة في مقاطعة شينيكتادي، نيويورك. يقدر عدد سكانها بـ 6,122 نسمة ومساحتها 186.6 كم2 وترتفع عن سطح البحر 390 متر.

## أعلام
- إيما وايت
- لويس إيتون
- جيمس أونيل